# Thai Smile
Thai Smile Air (en tailandés:การบินไทยสมายล์) fue una aerolínea de bajo coste tailandesa con sede en Bangkok, fue una filial de Thai Airways International. Su base principal es el Aeropuerto Internacional Suvarnabhumi. En 2023, se anunció que Thai Smile se fusionaría con su empresa matriz Thai Airways el 31 de diciembre de 2023. Cesando operaciones el 1 de enero de 2024.

## Historia
El 20 de mayo de 2011, la junta de Thai Airways anunció planes para crear una nueva aerolínea de bajo costo, en el momento llamada Thai Wings. La creación de la aerolínea fue anunciada por Ampon Kittiampon, el presidente de la junta directiva de Thai, en 19 de agosto de 2011. Estaba previsto iniciar operaciones en julio de 2012. El nombre Thai Smile fue elegido de un grupo de 2229 entradas en un concurso para nombrar a la aerolínea.
De acuerdo a un funcionario de Thai Airways International, está previsto que Thai Smile comience a mostrar un beneficio anual de alrededor de cinco millones de bahts dos años después del inicio de las operaciones.

## Destinos
Thai smile actualmente vuela a los siguientes destinos:
| Países             | Destinos            | Aeropuertos                                         |
| ------------------ | ------------------- | --------------------------------------------------- |
| Bangladés          | Chittagong          | Aeropuerto Internacional Shah Amanat                |
| Birmania           | Mandalay            | Aeropuerto Internacional de Mandalay                |
| Birmania           | Rangún              | Aeropuerto Internacional de Rangún                  |
| Camboya            | Nom Pen             | Aeropuerto Internacional de Nom Pen                 |
| Camboya            | Siem Reap           | Aeropuerto Internacional de Angkor                  |
| China              | Changsha            | Aeropuerto Internacional de Changsha-Huanghua       |
| China              | Chongqing           | Aeropuerto Internacional de Chongqing-Jiangbei      |
| China              | Kunming             | Aeropuerto Internacional de Kunming-Changshui       |
| China              | Xiamen              | Aeropuerto Internacional de Xiamen-Gaoqi            |
| China              | Zhengzhou           | Aeropuerto Internacional de Zhengzhou-Xinzheng      |
| Hong Kong          | Hong Kong           | Aeropuerto Internacional de Hong Kong               |
| India              | Ahmedabad           | Aeropuerto Internacional Sardar Vallabhbhai Patel   |
| India              | Benarés             | Aeropuerto Internacional Lal Bahadur Shastri        |
| India              | Bombay              | Aeropuerto Internacional Chhatrapati Shivaji        |
| India              | Calcuta             | Aeropuerto Internacional Netaji Subhas Chandra Bose |
| India              | Delhi               | Aeropuerto Internacional Indira Gandhi              |
| India              | Gaya                | Aeropuerto de Gaya                                  |
| India              | Hyderabad           | Aeropuerto Internacional Rajiv Gandhi               |
| India              | Jaipur              | Aeropuerto de Jaipur                                |
| India              | Lucknow             | Aeropuerto Internacional Chaudhary Charan Singh     |
| Indonesia          | Yakarta             | Aeropuerto Internacional Soekarno-Hatta             |
| Laos               | Luang Prabang       | Aeropuerto Internacional de Luang Prabang           |
| Laos               | Vientián            | Aeropuerto Internacional Wattay                     |
| Macao              | Macao               | Aeropuerto Internacional de Macao                   |
| Malasia            | Kota Kinabalu       | Aeropuerto Internacional de Kota Kinabalu           |
| Malasia            | Kuala Lumpur        | Aeropuerto Internacional de Kuala Lumpur            |
| Malasia            | Penang              | Aeropuerto Internacional de Penang                  |
| Nepal              | Katmandú            | Aeropuerto Internacional de Katmandú                |
| República de China | Kaohsiung           | Aeropuerto Internacional de Kaohsiung               |
| República de China | Taipéi              | Aeropuerto Internacional de Taiwán Taoyuan          |
| Singapur           | Singapur            | Aeropuerto Internacional Changi                     |
| Sri Lanka          | Colombo             | Aeropuerto Internacional Bandaranaike               |
| Tailandia          | Bangkok             | Aeropuerto Internacional Suvarnabhumi               |
| Tailandia          | Chiang Mai          | Aeropuerto Internacional de Chiang Mai              |
| Tailandia          | Chiang Rai          | Aeropuerto Internacional de Chiang Rai              |
| Tailandia          | Hat Yai             | Aeropuerto Internacional de Hat Yai                 |
| Tailandia          | Khon Kaen           | Aeropuerto de Khon Kaen                             |
| Tailandia          | Krabi               | Aeropuerto de Krabi                                 |
| Tailandia          | Loei                | Aeropuerto de Loei                                  |
| Tailandia          | Nakhon Si Thammarat | Aeropuerto de Nakhon Si Thammarat                   |
| Tailandia          | Nan                 | Aeropuerto de Nan Nakhon                            |
| Tailandia          | Narathiwat          | Aeropuerto de Narathiwat                            |
| Tailandia          | Phuket              | Aeropuerto Internacional de Phuket                  |
| Tailandia          | Roi Et              | Aeropuerto de Roi Et                                |
| Tailandia          | Surat Thani         | Aeropuerto de Surat Thani                           |
| Tailandia          | Trang               | Aeropuerto de Trang                                 |
| Tailandia          | Ubon Ratchathani    | Aeropuerto de Ubon Ratchathani                      |
| Tailandia          | Udon Thani          | Aeropuerto Internacional de Udon Thani              |
| Vietnam            | Ciudad Ho Chi Minh  | Aeropuerto Internacional de Tan Son Nhat            |
| Vietnam            | Hanói               | Aeropuerto Internacional de Nội Bài                 |

## Flota

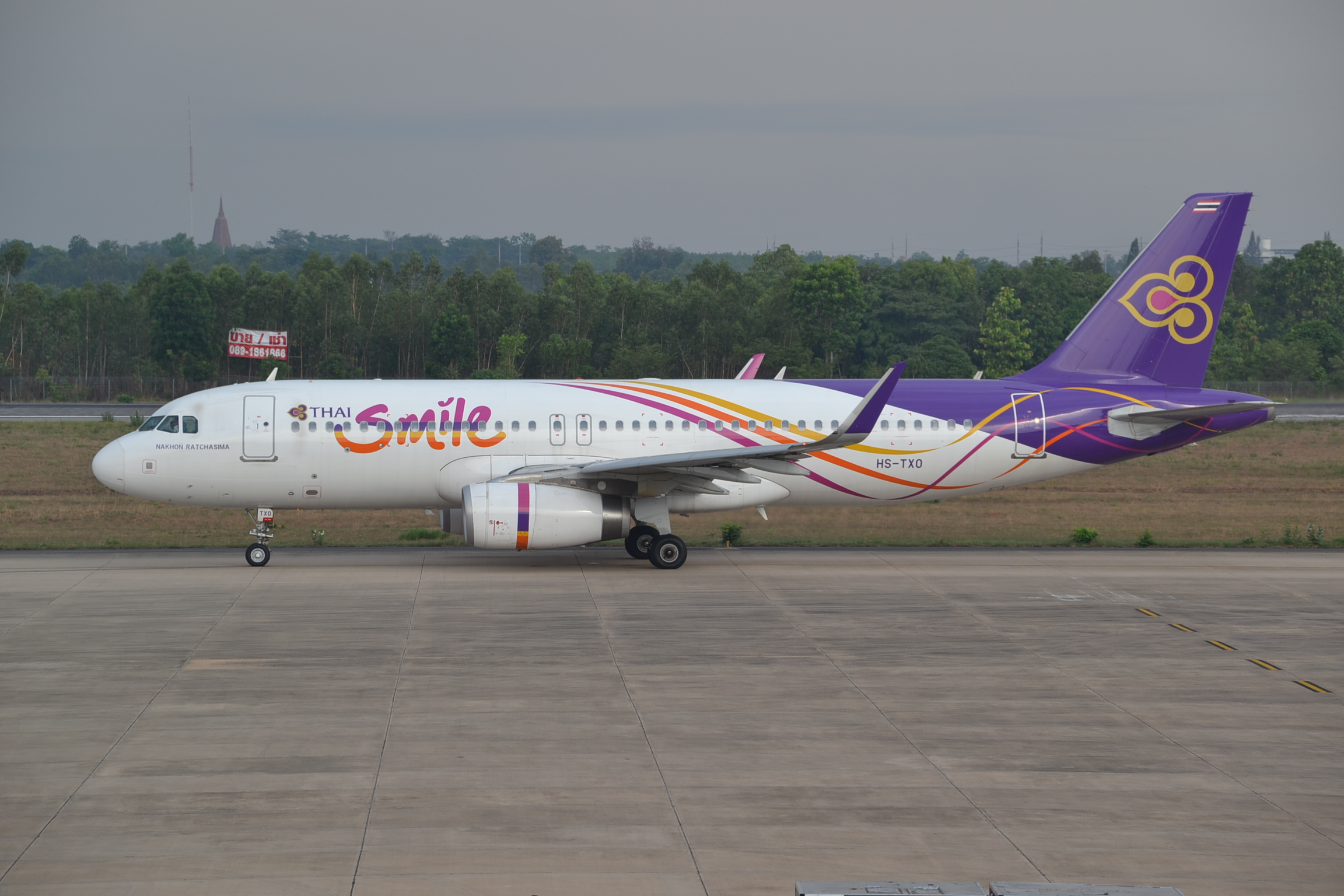
Airbus A320-200 de Thai Smile en el aeropuerto de Khon Kaen

La flota de Thai Smile consiste en aviones Airbus A320-200 nuevos con una configuración de clase económica de 174 asientos. ‘Smile Plus’ ofrece en las primeras filas de la aeronave 30 asientos con espacio adicional y un mejor servicio a bordo. Cuatro aviones fueron entregados en 2012 con la primera llegada en junio. Thai Smile amplió su flota a 20 Airbus A320 en tres años y agregó servicios a los países vecinos y el sur de China.
La flota de la aerolínea posee a agosto de 2023 una edad media de 9,8 años.